# Mecodina amboinica
Mecodina amboinica är en fjärilsart som beskrevs av Arnold Pagenstecher 1884. Mecodina amboinica ingår i släktet Mecodina och familjen nattflyn. Inga underarter finns listade i Catalogue of Life.